# زاغی عسیری
زاغی عسیری (نام علمی: Pica asirensis)، که همچنین به عنوان زاغی عربی شناخته می‌شود، یک گونه زاغی در خطر انقراض است که بومی عربستان سعودی است. تنها در ارتفاعات جنوب غرب این کشور، در منطقه عسیر یافت می‌شود. این گونه تنها در جنگل‌های ارس آفریقا در وادی‌ها و دره‌های با پوشش گیاهی خوب یافت می‌شود. در گذشته به عنوان زیرگونه‌ای از زاغی اوراسیایی (Pica pica) رده‌بندی می‌شد و هنوز هم توسط بسیاری از مقامات رده‌بندی می‌شود. این گونه به شدت توسط نابودی زیستگاه تهدید می‌شود، زیرا جنگل‌های بومی آن در حال بازسازی نیستند. توسعه گردشگری و تغییرات آب و هوایی نیز یک تهدید هستند. تنها ۱۳۵ جفت (۲۷۰ فرد بالغ) برای زنده ماندن در طبیعت شناخته شده‌است و این تعداد نیز در حال کاهش است.